# Мосеуси
Мосеуси (яп. 妹背牛町 Мосэуси-тё:) — посёлок в Японии, находящийся в уезде Урю округа Сорати губернаторства Хоккайдо. Площадь посёлка составляет 48,55 км², население — 3268 человек (30 июня 2014), плотность населения — 67,31 чел./км².

## Географическое положение
Посёлок расположен на острове Хоккайдо в губернаторстве Хоккайдо. С ним граничат города Такикава, Фукагава и посёлки Типпубецу, Хокурю, Урю.

## Население
Население посёлка составляет 3268 человек (30 июня 2014), а плотность — 67,31 чел./км². Изменение численности населения с 1980 по 2005 годы:
| 1980 | 6136 чел. |  |
| 1985 | 5583 чел. |  |
| 1990 | 5002 чел. |  |
| 1995 | 4508 чел. |  |
| 2000 | 4232 чел. |  |
| 2005 | 3943 чел. |  |

## Символика
Деревом посёлка считается Sorbus commixta, цветком — рододендрон.